# Mitterbach am Erlaufsee
Mitterbach am Erlaufsee è un comune austriaco di 506 abitanti nel distretto di Lilienfeld, in Bassa Austria.

## Geografia
Le comuni catastali sono Josefsrotte e Mitterbach-Seerotte.